# OSE

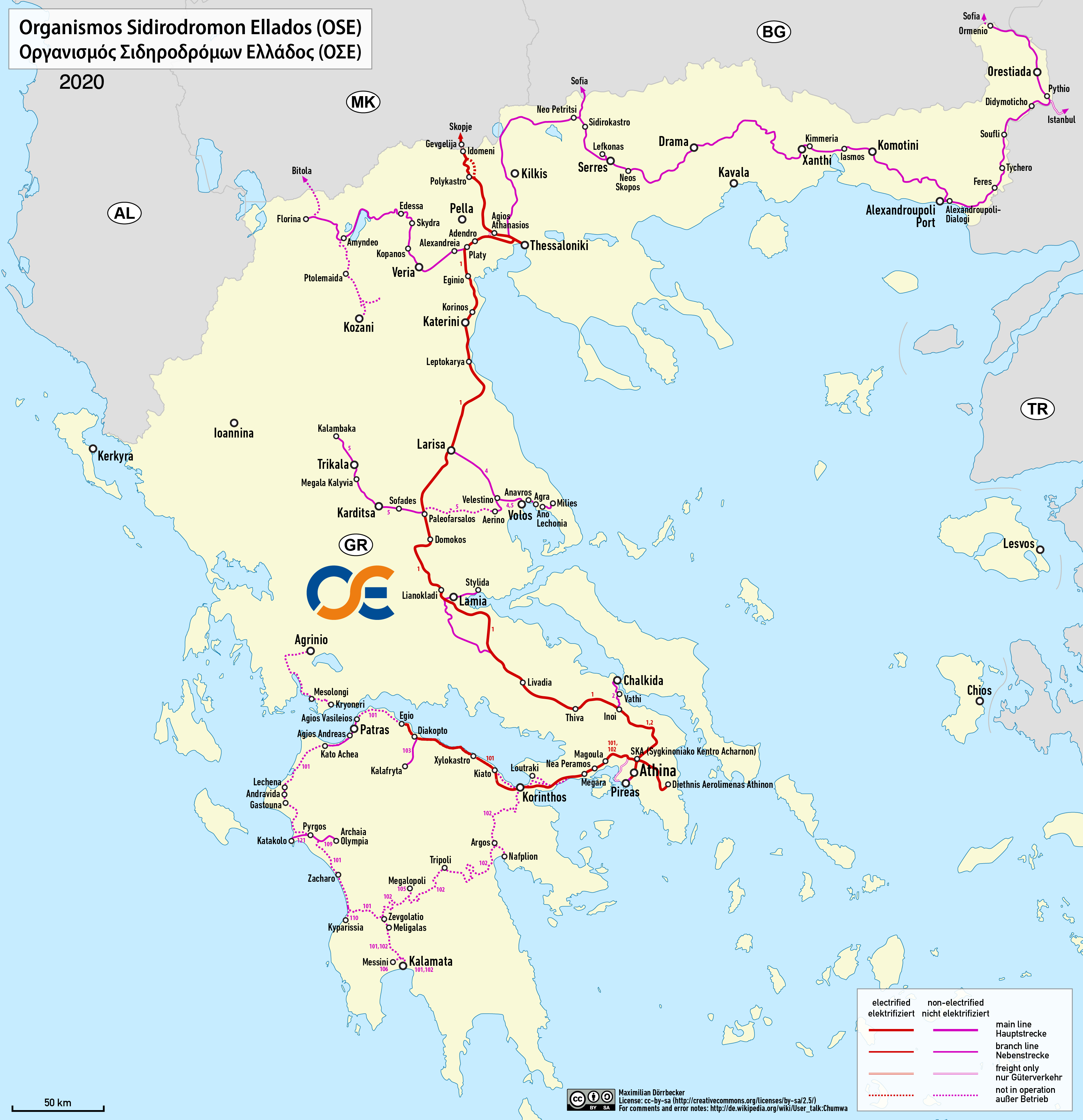

Gara Atena

OSE (în greacă Organismós Sidirodrómon Elládos, Οργανισμός Σιδηροδρόμων Ελλάδος) este o societate feroviară de transport călători din Grecia.

## Caracteristici
Cele mai importante linii de cale ferată din Grecia sunt : 
- Atena-Pireu;
- Atena–Lamia–Larisa–Thessaloniki, cu o lungime de 500 kilometri;
- Thessaloniki–Alexandroupolis–Pythio–Ormenio cu o lungime de 615 kilometri;
- Larisa–Volos (61 kilometri);
- Thessaloniki–Edessa–Amyntaio–Kozani/Florina;
- Atena–Corint–Kiato, linie îngustă (1,000 mm);
- Kiato–Patras, linie îngustă (1,000 mm);
- Patras–Lechaina–Pyrgos–Olympia;
- Corint–Argos–Nauplion–Tripoli–Kalamata.

Cea mai mare parte a căilor ferate din Grecia sunt neelectrificate, iar între Atena și Thessaloniki este cale ferată rapidă. OSE asigură legăturii directe cu Turcia, Bulgaria și Macedonia.

## Legături externe
- Site web oficial Arhivat în 28 martie 2010, la Wayback Machine.

## Vezi și
- TrainOSE
- Transportul feroviar după țară